# Martin Šagát
Martin Šagát (* 11. listopadu 1984, Handlová, Československo) je slovenský lední hokejista.

## Kluby podle sezon
- 2001-2002 HC Dukla Trenčín
- 2002-2003 HC Dukla Trenčín
- 2003-2004 Kootenay Ice
- 2004-2005 Kootenay Ice
- 2005-2006 Toronto Marlies
- 2006-2007 Toronto Marlies
- 2007-2008 Elmira Jackals, HC Slovan Ústečtí Lvi, HC Most
- 2008-2009 HC Slovan Ústečtí Lvi
- 2009-2010 BK Mladá Boleslav, HC Slovan Ústečtí Lvi
- 2010-2011 HC Slovan Ústečtí Lvi
- 2011-2012 HC Slovan Ústečtí Lvi, HC ČSOB Pojišťovna Pardubice
- 2012-2013 HC ČSOB Pojišťovna Pardubice
- 2013-2014 Piráti Chomutov
- 2014/2015 Piráti Chomutov